# ميشيل أندريه (رياضياتي)
ميشيل أندريه هو رياضياتي سويسري، ولد في عقد 1930، وتوفي في يوليو 2009.